# روبيرتو بوربانو
روبيرتو بوربانو (10 أبريل 1995 الإكوادور - ) هو لاعب كرة قدم إكوادوري، شارك في كوبا سود أمريكانا.

## وصلات خارجية
روبيرتو بوربانو على موقع قاعدة بيانات كرة القدم.إي يو (الإنجليزية)
- روبيرتو بوربانو على موقع Soccerway.com (الإنجليزية)
- روبيرتو بوربانو على موقع عالم كرة القدم.نت (الإنجليزية)
- روبيرتو بوربانو على موقع AS.com (الإسبانية)